# Chiloglanis polyodon
Chiloglanis polyodon är en fiskart som beskrevs av Norman 1932. Chiloglanis polyodon ingår i släktet Chiloglanis och familjen Mochokidae. IUCN kategoriserar arten globalt som akut hotad. Inga underarter finns listade i Catalogue of Life.